# 松林市
松林市（ソンニムし）は、朝鮮民主主義人民共和国黄海北道に属する市。大同江に面した港湾都市・鉱工業都市である。日本統治時代には兼二浦（けんじほ）と呼ばれた。

## 地理
黄海北道の西北端に位置する。
東と南は黄州郡、北は江南郡。大同江を隔てて南浦直轄市大安区域がある。

## 行政区画
19洞・6里を管轄する。
| - コッピン洞（コッピンドン） - ネギル洞（ネギルトン） - 東松洞（トンソンドン） - 糸浦一洞（サポイルトン） - 糸浦二洞（サポイドン） - 三街洞（サムガドン） - セマウル洞（セマウルトン） - セサルリム一洞（セサルリミルトン） - セサルリム二洞（セサルリミドン） - セサルリム三洞（セサルリムサムドン） - セサルリム四洞（セサルリムサドン） - 石塔洞（ソクタプトン） - 松山洞（ソンサンドン） | - 新興洞（シヌンドン） - 五柳洞（オリュドン） - 雲谷洞（ウンゴクトン） - 月峯洞（ウォルボンドン） - 前洞（チョンドン） - 鉄山洞（チョルサンドン） - 堂山里（タンサンニ） - 馬山里（マサンニ） - 西松里（ソソンニ） - 石灘里（ソクタンニ） - 新両里（シルリャンニ） - 新成里（シンソンニ） |

## 歴史

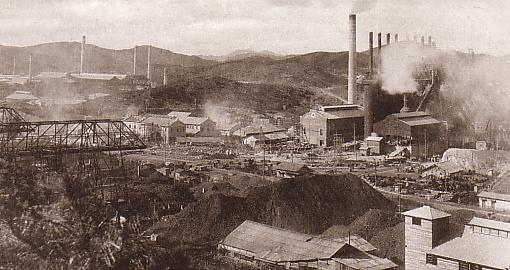
日本統治時代の日本製鐵兼二浦製鉄所

大同江畔のこの地は、もともと黄州郡に属するソルメ（솔메）という漁村に過ぎなかった。日清戦争時、この地は朝鮮半島西岸の良港として着目され、部隊の上陸地点として選ばれて港湾として整備されるようになった。このときに築港の指揮を執った工兵将校・渡辺兼二の名にちなみ、この地は兼二浦と呼ばれるようになった。
またこの地は鉄鉱石の産地でもある。1910年代後半には三菱製鐵が大規模な製鉄所を建設し、兼二浦鉄鉱山や黄海道一帯の鉄鉱石を材料に製鉄を行った。
1930年（昭和5年）には兼二浦邑に昇格、1947年に松林市に改名・昇格した。

### 年表
この節の出典
- 1918年（大正7年） - 三菱製鉄兼二浦製鉄所設立。
- 1930年（昭和5年） - 黄州郡松林面および九聖面・三田面の各一部が合併し、兼二浦邑が発足。
- 1934年（昭和9年） - 製鉄大合同により三菱製鉄が日本製鐵となる。
- 1945年（昭和20年） - 兼二浦邑が松林面に降格。
- 1947年6月 - 黄州郡松林面が市制施行し、松林市となる。
- 1952年12月 - 郡面里統廃合により、黄海道松林市に以下の里が成立。(22里)
  - 龍峯里・紫雲里・大松里・月峯里・山西里・雲谷里・鉄山里・新興里・大興里・運河里・引水里・江浦里・支石里・製鉄里・松山里・西松里・馬山里・新成里・石灘里・堂山里・新両里・東松里
- 1954年10月 - 黄海道の分割により、黄海北道松林市となる。(22里)
  - 新両里の一部が黄海北道黄州郡三田里に編入。
- 1955年 (15洞7里)
  - 松山里が松山洞に昇格。
  - 製鉄里が製鉄洞に昇格。
  - 支石里が支石洞に昇格。
  - 新興里が新興洞に昇格。
  - 江浦里が江浦洞に昇格。
  - 大興里が大興洞に昇格。
  - 雲谷里が雲谷洞に昇格。
  - 月峯里が月峯洞に昇格。
  - 大松里が大松洞に昇格。
  - 龍峯里が龍峯洞に昇格。
  - 山西里が山西洞に昇格。
  - 引水里が引水洞に昇格。
  - 紫雲里が紫雲洞に昇格。
  - 鉄山里が鉄山洞に昇格。
  - 運河里が運河洞に昇格。
- 1957年6月 (8洞7里)
  - 龍峯洞・紫雲洞・引水洞が月峯洞に編入。
  - 江浦洞が大興洞に編入。
  - 大松洞が山西洞に編入。
  - 製鉄洞・支石洞が松山洞に編入。
- 1958年6月 (9洞6里)
  - 運河洞が新両里に編入。
  - 馬山里の一部が西松里に編入。
  - 西松里の一部が分立し、五柳洞が発足。
  - 東松里が東松洞に昇格。
- 1961年3月 (14洞6里)
  - 鉄山洞の一部が分立し、石塔洞・前洞・三街洞・糸浦一洞が発足。
  - 東松洞・鉄山洞の各一部が合併し、糸浦二洞が発足。
  - 鉄山洞の一部が雲谷洞に編入。
  - 東松洞の一部が馬山里に編入。
- 1967年10月 (18洞6里)
  - 糸浦二洞の一部が分立し、セマウル洞が発足。
  - 三街洞・鉄山洞の各一部が合併し、ネギル洞が発足。
  - 東松洞・雲谷洞の各一部が合併し、コッピン洞が発足。
  - 堂山里・前洞の各一部が合併し、セサルリム洞が発足。
  - 雲谷洞の一部が新興洞に編入。
  - 糸浦二洞の一部が鉄山洞に編入。
- 1988年7月 (19洞6里)
  - 大興洞が新興洞に編入。
  - セサルリム洞が分割され、セサルリム一洞・セサルリム二洞・セサルリム三洞が発足。
- 1992年12月 (19洞6里)
  - セサルリム三洞の一部が分立し、セサルリム四洞が発足。
  - 山西洞が月峯洞に編入。
- 1998年 - 黄海製鉄所虐殺事件（朝鮮語版）が起こったとされる。

## 産業
- 黄海製鉄所 - 旧・三菱製鉄（日本製鐵）兼二浦製鉄所

## 交通
- 松林港
- 松林線 - 旧・兼二浦線
  - 松林青年駅